# Agrilus abductus
Agrilus abductus es una especie de insecto del género Agrilus, familia Buprestidae, orden Coleoptera.
Fue descrita científicamente por Horn, 1891.
Se encuentra en el sudeste de Estados Unidos, hasta México.